# Wambercourt
Wambercourt là một xã ở tỉnh Pas-de-Calais trong vùng Nord-Pas de Calais của Pháp.

## Dân số
| 1962                                                      | 1968 | 1975 | 1982 | 1990 | 1999 | 2006 |
| --------------------------------------------------------- | ---- | ---- | ---- | ---- | ---- | ---- |
| 167                                                       | 173  | 154  | 172  | 181  | 198  | 218  |
| Số liệu điều tra dân số từ năm 1962: Dân không tính trùng |      |      |      |      |      |      |